# Dolmen Tapada del Anta

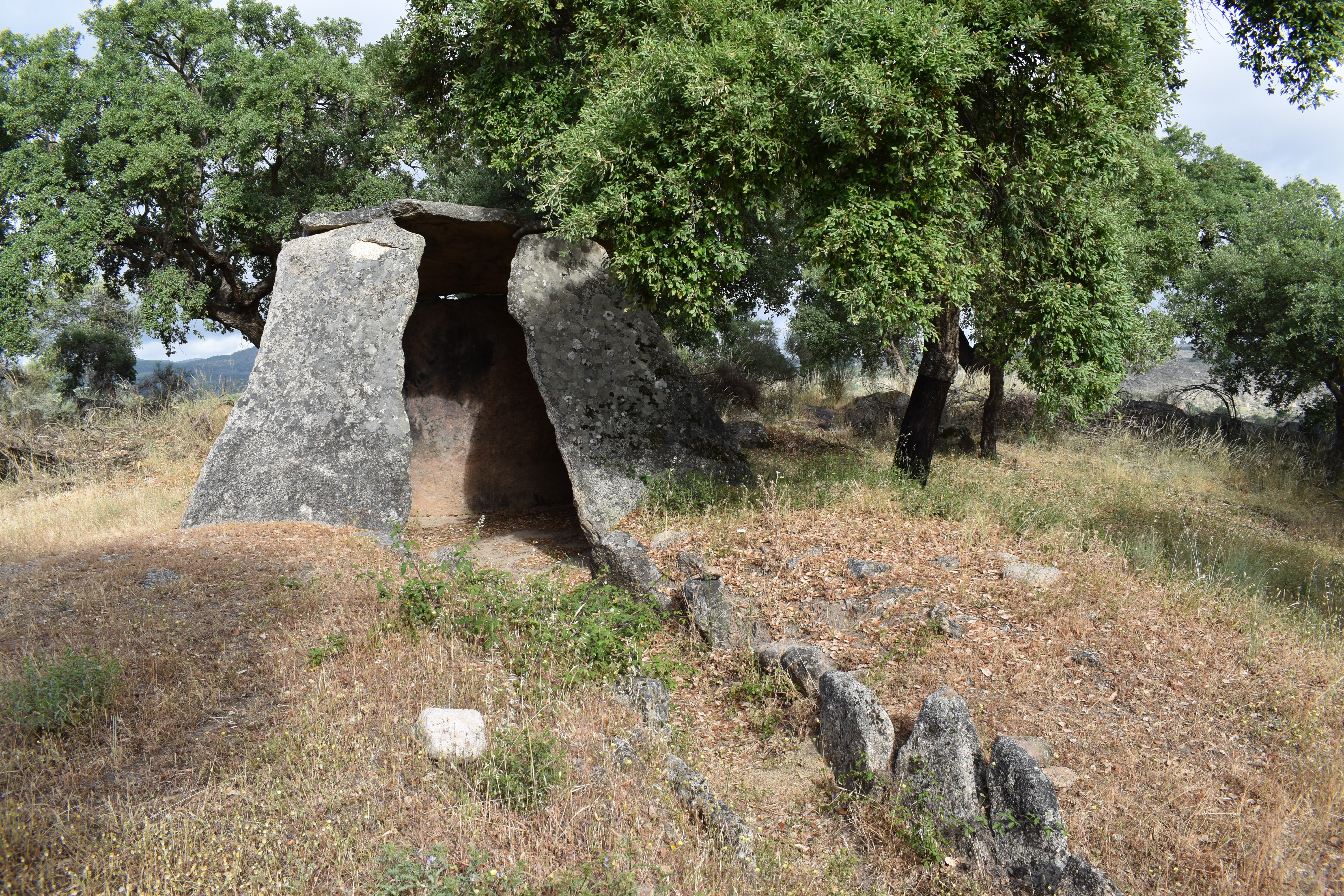
Tapada del Anta.

Der Dolmen Tapada del Anta liegt südwestlich von Valencia de Alcántara, nahe der Grenze zu Portugal die hier der Rio Sever bildet, in der Extremadura in Spanien.
Tapada del Anta ist ein gut erhaltener kleiner sehr graziler Dolmen im lokalen Stil mit sich gegenseitig stützenden, nach innen geneigten Orthostaten aus Granit und einem Deckstein. Sieben Steine bilden auf einem Hügel eine mehr als zwei Meter hohe und etwa 4,5 Meter Durchmesser messende Kammer mit Resten eines kurzen Ganges und des Tumulus.
In der Nähe von Valencia de Alcántara liegen die etwa vier Dutzend Dolmen von Valencia de Alcántara, eines der wichtigsten Dolmenensembles der Megalithkultur Spaniens. Die in drei Gruppen aufgeteilten Dolmen werden auf die Jungsteinzeit und Kupferzeit datiert. Mehr als 30 bestehen aus großen Granit-, der Rest aus Schieferplatten. Die Monumente von Valencia de Alcántara, darunter der ebenfalls grazile Dolmen „Huerta de las Monjas“ und die „Dolmen Tapada del Anta 2“ und „La Miera“, haben unterschiedliche Formen und Erhaltungszustände. 
Es handelt sich um Begräbnisstätten, die reichlich mit Grabbeigaben ausgestattet waren. Darunter waren geschnitzte und polierte Gegenstände, Keramik, Schmuck und anthropomorphe Idole, die mehrheitlich im Museum von Cáceres aufbewahrt werden.